# PreZero Arena
La PreZero Arena est un stade de football où se déroulent les matchs à domicile du TSG 1899 Hoffenheim, club évoluant en Bundesliga (Division 1 Allemande).
Situé à Sinsheim dans le Land du Bade-Wurtemberg en Allemagne, il fut inauguré le 24 janvier 2009.

## Histoire
La construction du Rhein-Neckar-Arena a commencé en mai 2007 et s'est achevée en janvier 2009. Il remplace l'ancienne enceinte de ce club, le Dietmar Hopp Stadion, qui était d'une capacité insuffisante pour un club évoluant en première division. Le stade ouvre officiellement le 24 janvier 2009 avec un match entre le TSG 1899 Hoffenheim et une sélection de joueurs de la région.
Le 31 janvier 2009, 1899 Hoffenheim dispute son premier match officiel dans son nouveau stade contre le FC Energie Cottbus, une rencontre qu'il remporte sur le score de 2 buts à zéro.
Depuis 2019, le PreZero Arena porte ce nom grâce au contrat de naming avec l'entreprise allemande de gestion des déchets Prezero (de).

## Capacité
Le stade comporte 30 150 places couvertes dont 6750 places debout. Pour les matchs internationaux, la capacité est réduite à 25 641 places assises. Le stade dispose de 1 364 places affaires ainsi que 40 loges de 10 places toutes situées dans la tribune Ouest.

## Événements

### Compétitions

#### Coupe du monde de football féminin 2011
La Rhein-Neckar-Arena  a accueilli la Coupe du monde de football féminin 2011. Le stade a accueilli le match d'ouverture de la compétition entre le Nigeria et la France le 26 juin 2011 à 15 heures. Il a également accueilli le match pour la 3e place entre la Suède et la France.
| Date            | Heure | Équipe 1         | Résultat | Équipe 2 | Tour                   | Affluence |
| --------------- | ----- | ---------------- | -------- | -------- | ---------------------- | --------- |
| 26 juin 2011    | 15:00 | Nigeria          | 0-1      | France   | Groupe A               | 25 475    |
| 5 juillet 2011  | 18:15 | Nouvelle-Zélande | 2-2      | Mexique  | Groupe B               | 20 451    |
| 2 juillet 2011  | 18:00 | États-Unis       | 3-0      | Colombie | Groupe C               | 25 475    |
| 16 juillet 2011 | 17:30 | Suède            | 2-1      | France   | Match pour la 3e place | 25 475    |

#### Championnat d'Europe de football des moins de 19 ans 2016
La Rhein-Neckar-Arena accueille la finale du Championnat d'Europe de football des moins de 19 ans 2016.
| Date            | Heure | Équipe 1 | Résultat | Équipe 2 | Tour   | Affluence |
| --------------- | ----- | -------- | -------- | -------- | ------ | --------- |
| 24 juillet 2016 | 18:00 | France   | 4 - 0    | Italie   | Finale | 25 100    |

### Match internationaux

#### Masculin
Le premier match de l'équipe d'Allemagne de football à Sinsheim se déroule le 29 mai 2011 à l'occasion d'un match amical contre l'Uruguay. Les 26 655 supporters présents ont assisté à la victoire 2-1 des allemands et au premier but en sélection d'André Schürrle.
Le 9 septembre 2018, l'équipe d'Allemagne de football jouera son deuxième match à Sinsheim, en amical contre le Pérou.

#### Féminin
Le premier match international se déroulant dans le stade a été un match amical de l'équipe d'Allemagne féminine de football le 25 juillet 2009. L'Allemagne remporte le match 6 buts à zéro contre les Pays-Bas. Ce match a servi à l'équipe allemande de préparer le Championnat d'Europe de football féminin 2009 qui s'est déroulé du 23 août au 10 septembre. L'Allemagne sortira vainqueur de la compétition.
- Deutsches Turnfest 2013

## Galerie

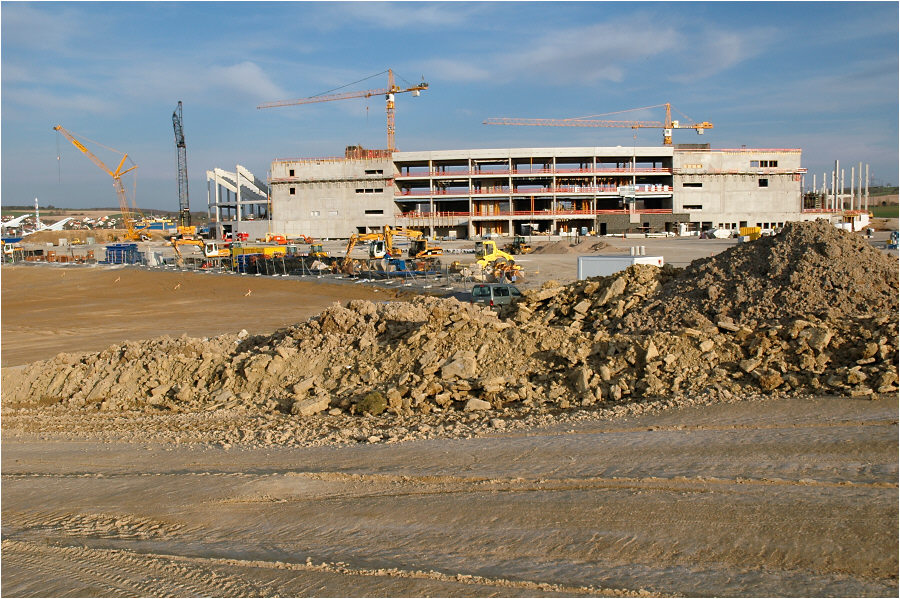
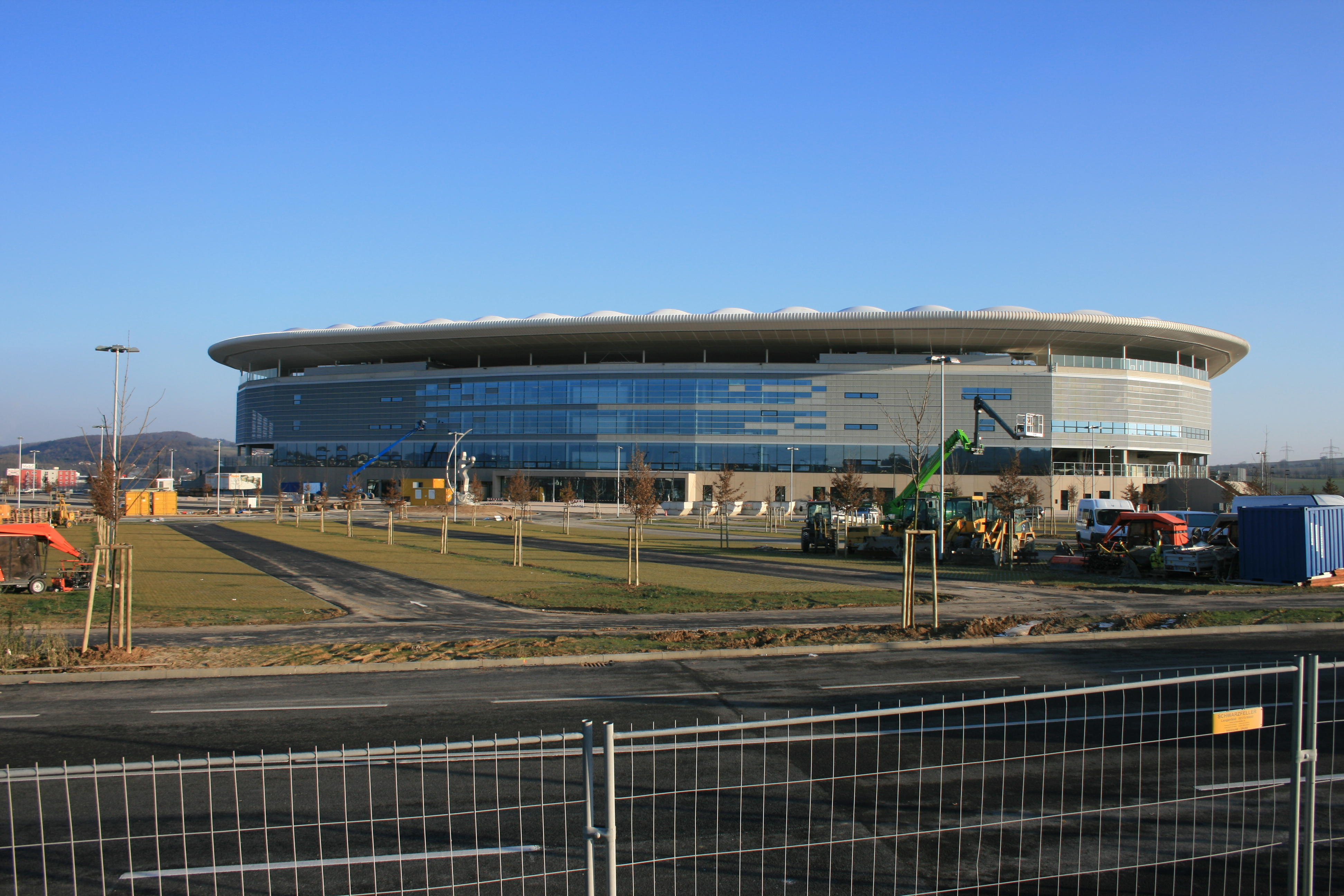
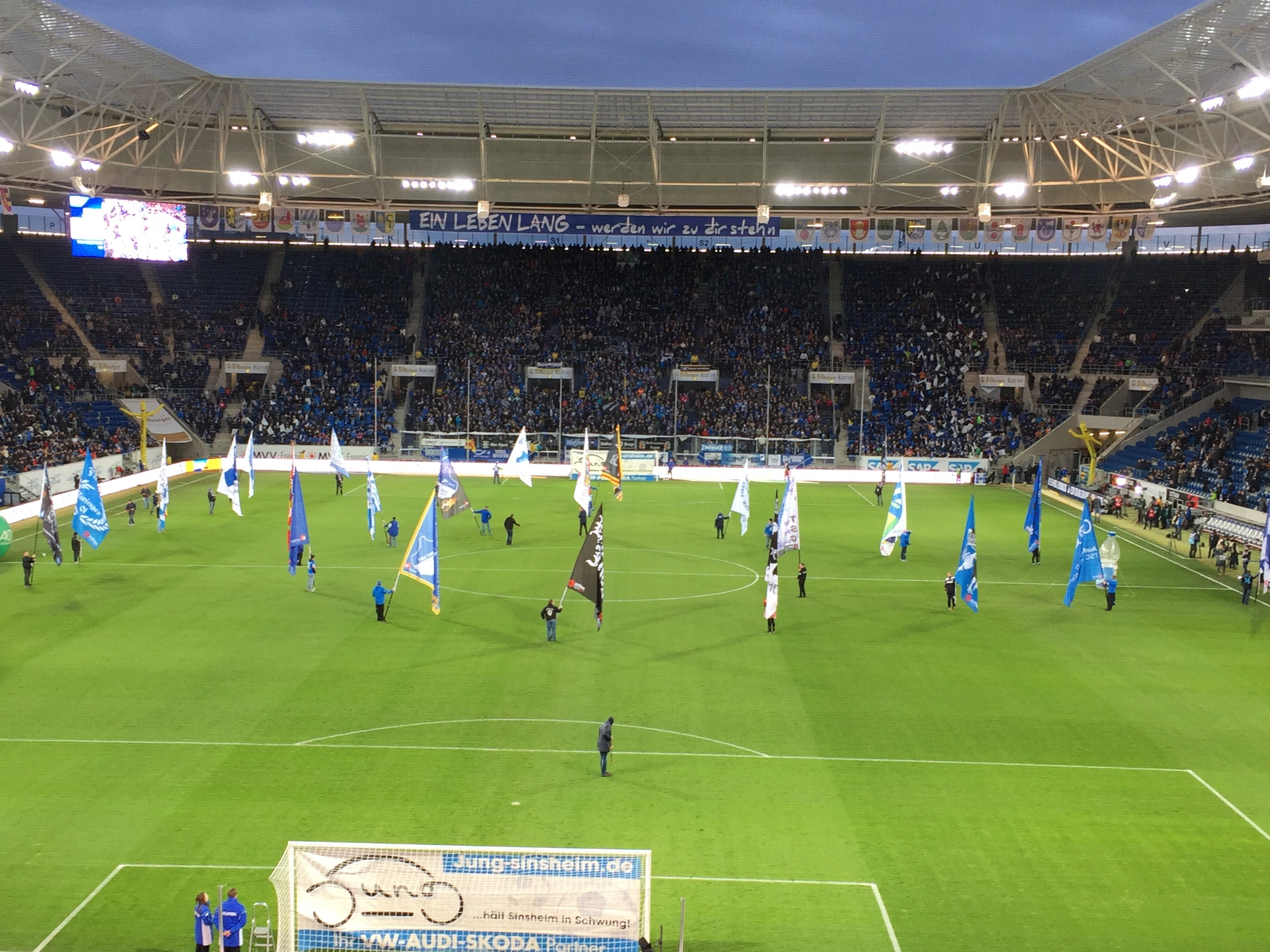
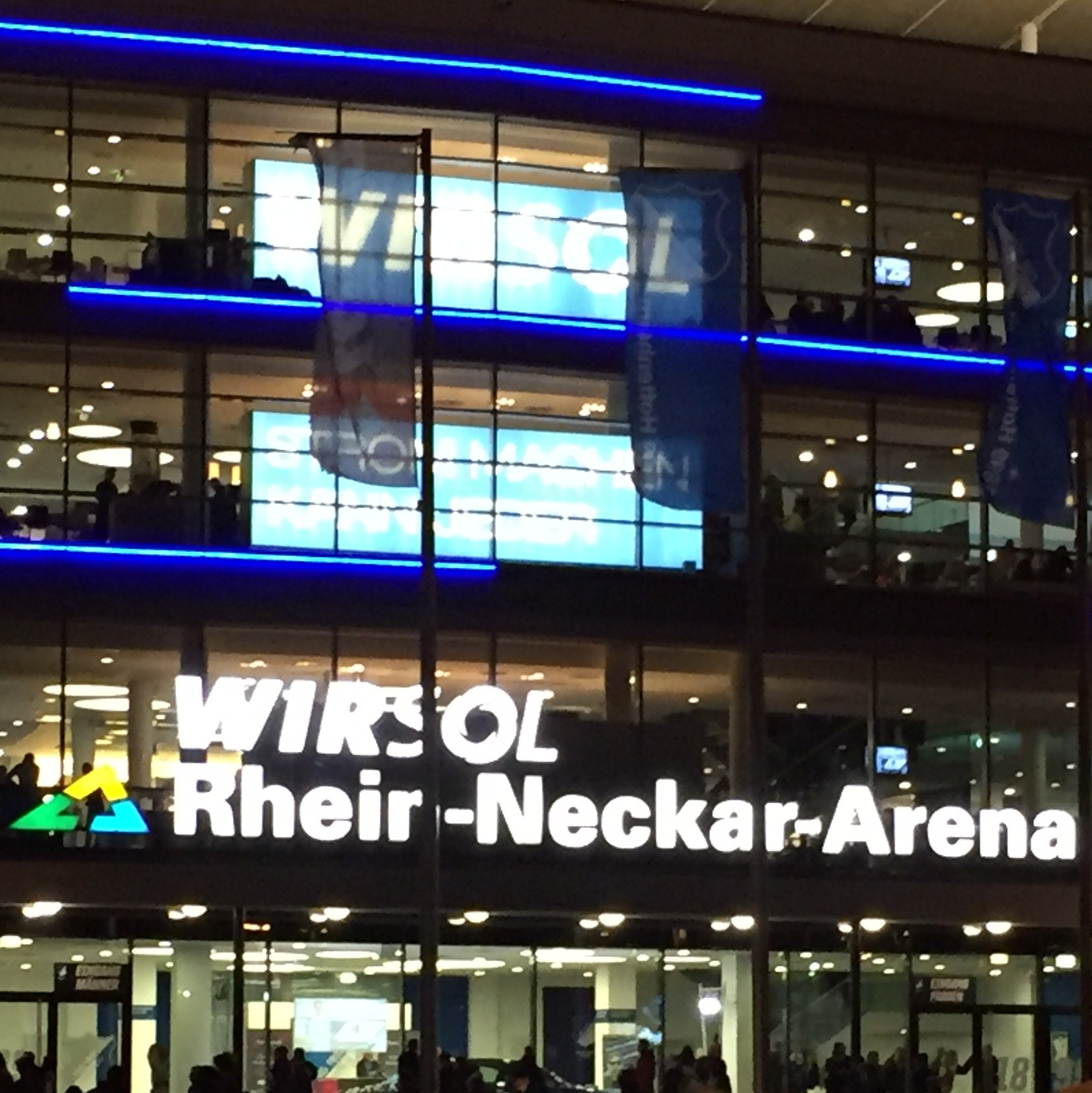